# Psephidonus fauveli
Psephidonus fauveli är en skalbaggsart som beskrevs av Thomas Casey 1893. Psephidonus fauveli ingår i släktet Psephidonus och familjen kortvingar. Inga underarter finns listade i Catalogue of Life.